# Agnadello
Agnadello (lombardul: Gnidèl, franciául: Agnadel) település Olaszországban, Lombardia régióban, Cremona megyében. Lakosainak száma 3857 fő (2023. január 1.). Agnadello Arzago d’Adda, Palazzo Pignano, Pandino, Rivolta d’Adda, Torlino Vimercati és Vailate községekkel határos.
1509. május 14-én a község közelében zajlott le a cambrai-i liga háborújának fontos ütközete, az agnadellói csata (más néven vailài csata) XII. Lajos francia király és Bartolomeo d’Alviano velencei csapatai között, amely a velenceiek vereségével végződött.

## Népesség
A település népességének változása:
| Lakosok száma | 3866 | 3872 | 3866 | 3857 |
|               | 2013 | 2017 | 2018 | 2023 |